# Jean-Baptiste de Rouvroy
Jean-Baptiste de Rouvroy, marquis de Rouvroy, seigneur de Puyvallée, Foissy, Provanchère, et autres lieux, né vers 1659 probablement à Paris où réside sa famille et mort le 22 mars 1744 rue du Bouloi à Paris, est un officier de marine français des XVIIe et XVIIIe siècles. Il prend part aux principaux conflits des règnes de Louis XVI et de Louis XV et termine sa carrière avec le grade de Lieutenant général des armées navales et Commandeur de Saint-Louis.

## Biographie

### Origines et famille
Jean Baptiste de Rouvroy naît dans une famille de la petite noblesse normande. Il est le deuxième enfant de Pierre de Rouvroy (†1670), seigneur du Puy dit le « marquis de Rouvroy », sans en avoir le titre, et de sa femme Marie Ursule de Gonteri (1623-1685). Son père est notaire à Montdidier. Sa sœur ainée, Jeanne est fille d'Honneur de la Reine. Comme elle était l'une des plus jolies personnes de la Cour, le comte de Saint-Vallier devint amoureux d'elle et pousse son engagement si loin qu'à la fin il est obligé de l'épouser bien qu'elle ait peu de bien, sur ordre exprès du roi et contre l'avis de son père.
Jean Baptiste de Rouvroy n'appartient pas à la famille de Rouvroy de Saint-Simon, originaire de Picardie, cependant son homonymie avec cette famille bien introduite à la Cour de France favorisera sa carrière. Saint-Simon reconnait d'ailleurs intervenir « pour l'avancement » de cet homonyme, tout en refusant de l'appeler « son parent ».

### Carrière dans la Marine royale
Il entre jeune dans la Marine royale en 1675, vers l'âge de quinze ans en tant qu'enseigne de vaisseau. Promu lieutenant de vaisseau en 1677, il est arrêté en 1679 et passe en conseil de guerre à la suite d'un conflit avec le baron de Pallières (pour une raison inconnue) alors que les deux hommes servent sous les ordres du chevalier de Lhéry. Cependant, ce jugement ne semble pas porter préjudice à sa carrière et il reçoit un brevet de capitaine des vaisseaux du roi en 1682. Il est reçu chevalier de l'ordre royal et militaire de Saint-Louis en 1694, à la création de l'ordre. 
Promu chef d'escadre de la province de Picardie le 6 octobre 1712, au bout de trente ans de grade. Il remplace à ce grade le commandeur de Bellefontaine, promu lieutenant général. Sa terre de Rouvroy est élevée en marquisat par lettres patentes de janvier 1714. Il entretient alors de mauvais rapports avec René Duguay-Trouin. 
Il est créé ensuite Lieutenant-général des armées navales en 1720 et est fait commandeur de Saint-Louis le 27 mars 1728. Il demande au ministre de la Marine Maurepas à se retirer du service fin 1733. Maurepas transmet cette demande au Roi dans une lettre.

« Le marquis de Rouvroy, n'étant plus en état de continuer ses services par sa mauvaise santé, supplie de lui permettre de se retirer. Il espère qu'il plaira au roy de lui continuer ses appointements et ses pensions et de lieutenant général pendant le reste de sa vie dont moitié sur les fonds de la marine et l'autre sur celuy des invalides. »

Il obtient son congé en 1734 et meurt le 23 mars 1744, rue du Bouloi à Paris, âge d'environ 84 ans, après cinquante-neuf années passés au service (de 1675 à 1734).

## Jugement par Saint-Simon
Dans ses Mémoires, Saint-Simon juge avec sévérité celui qu'il refuse de reconnaître comme un membre de sa famille:

« La promotion des deux lieutenans-généraux des armées navales en fit quelque temps après faire une autre en descendant, dont Rouvroy ne fut pas content. C'était un capitaine de vaisseau bon officier et brave homme, qui serait vice-amiral il y a long-temps, si son humeur incompatible, ses folles hauteurs, et son audace à piller partout ne l'avaient fait honnêtement chasser près de toucher au but. Je dis honnêtement, mais toutefois malgré ses plaintes et ses cris, sans aucune récompense. C'était un homme dont le père ou le grand'père obscur avait apparemment trouvé le nom et les armes de Rouvroy meilleures à prendre dans le choix qu'il s'en proposait, puisqu'il les prit sans en être. Le peu qu'ils étaient le fit long-temps ignorer. »

— Mémoires complets et authentiques du duc de Saint-Simon, p. 141-142.

## Mariage et descendance
Il épouse  :
1° en 1687 Renée Thérèse d'Abon, née le 16 février 1659 et morte en 1736, fille d'honneur de Marie-Anne d'Orléans, duchesse de Savoie. Elle est issue de la famille d'Abon, qui donnera à la Marine royale un chef d'escadre, Charles-Auguste d'Abon. De cette union naît :
- Jean Auguste marquis de Rouvroy (+ 1729) & Marie Anne Giraud (+ 1744), parents de Marie Thérèse Sophie de Rouvroy (+ 21 février 1750 à 22 ans) qui épouse le 13 janvier 1749 Jean Victor de Rochechouart, comte de Rochechouart (1712-1772);

2° en 1736 Jeanne Charlotte Prevost née en 1711, fille de Jean, trésorier général des ambassadeurs et Marie Henriette Claire Adam. 

### Sources et bibliographie
- Michel Vergé-Franceschi, Les officiers généraux de la marine royale : 1715-1774, Librairie de l'Inde, 1990
- Louis de Rouvroy, duc de Saint-Simon, Mémoires complets et authentiques du duc de Saint-Simon, vol. 6, A. Sautelet & Cie, 1829 (lire en ligne), p. 141-142
- Jean François Louis d' Hozier, Recueil de tous les membres composant l'Ordre royal et militaire de Saint-Louis, Au Bureau général du Bon français et chez J. Smith, 1817 (lire en ligne), p. 135
- Borel d'Hauterive, Annuaire de la noblesse de France et des maisons souveraines de l'Europe, vol. 26, Bureau de la publication, 1869 (lire en ligne), p. 117
- Pierre Clément et Pierre de Brotonne, Lettres, instructions et mémoires de Colbert, vol. 3, Imprimerie impériale, 1864 (lire en ligne), p. 160